# المدرسة الحربية المشتركة
المدرسة الحربية المشتركة (بالإنجليزية: École militaire interarmes)‏  هي مدرسة عسكرية، تأسست في 1941، في فرنسا.